# Steve Stone (baseball)
Steven Michael Stone (né le 14 juillet 1947 à Euclid, Ohio, États-Unis) est un lanceur droitier de baseball ayant joué dans les Ligues majeures de 1971 à 1981. Il remporte en 1980 avec les Orioles de Baltimore le trophée Cy Young du meilleur lanceur de la Ligue américaine.

## Carrière
Steve Stone est un repêché par les Giants de San Francisco en janvier 1969. Il fait ses débuts dans le baseball majeur avec les Giants le 8 avril 1971. Il dispute deux saisons à San Francisco, où il alterne entre le poste de lanceur partant et celui de lanceur de relève. Malgré des fiches victoires-défaites perdantes, il présente une moyenne de points mérités de 2,98 en 1972. Échangé aux White Sox de Chicago, sa fiche est de 6 gains et 11 revers en 1973 avec une moyenne de 4,24 en 36 parties jouées, dont 22 comme partant. Le 11 décembre 1973, il est un des trois joueurs échangés par les White Sox aux Cubs de Chicago en retour du futur membre du Temple de la renommée du baseball, Ron Santo. Stone connaît en 1974 sa première saison gagnante avec une fiche de 8-6 puis gagne 12 matchs en 1975, affichant une moyenne de points mérités de 3,95 en 214 manches et un tiers lancées.
Après trois années chez les Cubs, il devient agent libre et retourne chez les White Sox pour les saisons 1977 et 1978. Désormais utilisé exclusivement comme lanceur partant, il enchaîne des saisons de 15 et 12 victoires.
En 1979, Stone rejoint les Orioles de Baltimore pour les trois dernières saisons de sa carrière. À sa première année avec son nouveau club, il présente sa meilleure moyenne de points mérités (3,77) jusque-là en carrière. Gagnant de 11 matchs contre 7 défaites, il joue pour la première fois en séries éliminatoires, mais c'est comme lanceur de relève que les Orioles l'utilisent dans le quatrième match de la Série mondiale 1979. Il accorde deux points mérités, deux buts-sur-balles et quatre coups sûrs en deux manches lancées mais n'est pas impliqué dans la décision puisque Baltimore revient de l'arrière et gagne le match. C'est la seule présence de Stone dans une Série mondiale, et il n'en sortira pas avec un titre de champion puisque les Pirates de Pittsburgh remportent la finale.
En 1980, il est invité pour la première et seule fois de sa carrière au match des étoiles, où il est le lanceur partant de l'équipe de la Ligue américaine et retire les neuf premiers frappeurs étoiles de la Ligue nationale à qui il fait face. Durant cette saison, Stone utilise plus que jamais sa balle courbe, ce qui lui permet de connaître ses plus importants succès en carrière. Ce joueur n'ayant jamais remporté plus de 15 matchs gagne à l'âge de 33 ans un total de 25 parties, n'encaissant que 7 revers. Il affiche le meilleur ratio victoires-défaites (,781) du baseball majeur cette année-là. Il lance son plus grand nombre de manches (250 et deux tiers) en une saison et termine ses 37 départs avec une moyenne de points mérités de 3,23, neuf matchs complets et un blanchissage. Il remporte le trophée Cy Young remis au meilleur lanceur de la Ligue américaine et reçoit même quelques votes au scrutin du joueur par excellence de la saison, prenant le 9e rang. 
Mais le trop grand nombre de balles courbes lancées par Stone lui cause des douleurs au bras : après n'avoir lancé que 62 manches et deux tiers en 1981 et souffert de tendinites, il prend sa retraite.
Steve Stone a joué 320 parties dans la Ligue majeure de baseball, dont 269 comme lanceur partant. Il a remporté 107 victoires contre 93 défaites, avec 43 matchs complets dont 7 blanchissages. Il présente une moyenne de points mérités de 3,97 avec 1065 retraits sur des prises en 1788 manches et un tiers lancées.
En 2004, Stone est intronisé au International Jewish Sports Hall of Fame.
Après sa carrière de joueur, il est commentateur des matchs des Cubs de Chicago aux côtés de Harry Caray et son petit-fils Chip Caray de 1983 à 2004, hormis une pause de 2000 à 2002. Il remet sa démission après la saison 2004, marquée par des conflits avec le gérant Dusty Baker et Jim Hendry de la haute direction du club. Il demeure cependant dans le domaine des médias et depuis 2009, il commente les parties des White Sox de Chicago. Il fut finaliste au prix Ford C. Frick en 2008.